# Giorgos Themelis
Giorgos Themelis (griechisch Γιώργος Θέμελης, * 1900 in Samos; †  1976) war ein griechischer Schriftsteller. Er befasste sich mit Gedichten, Essays und dem Verfassen von Theaterstücken.

## Lebenslauf
Er wurde 1900 in Samos geboren und studierte an der Philosophischen Hochschule in Athen. Im Jahr 1930 ließ er sich in Thessaloniki nieder, wo er den Rest seines Lebens verbrachte. Er war Lehrer an den Schulen der Stadt und unterrichtete er am Staatskonservatorium von Thessaloniki. Themelis war einer der Gründer der Literaturzeitschrift „Makedonische Tage“ und der Schriftstellergesellschaft von Thessaloniki. Er arbeitete auch mit Literaturzeitschriften wie „Nea Estia“, „Kochlias“ und „Nea Poreia“ zusammen. Von 1961 bis 1965 war er Mitglied des Vorstands des Nationaltheaters von Nordgriechenland unter Sokratis Karantinos.
Seine erste Kurzgeschichte wurde 1929 veröffentlicht, während seine erste Gedichtsammlung, Gymno Parathyro, 1945 erschien. Weitere Werke von Themelis sind die preisgekrönten Gedichtsammlungen Dendrokipos (1955) und Fotolandschaften (1961). Er verfasste auch Essays, Theaterstücke und Übersetzungen. Er wurde zweimal (1956 und 1962) mit dem Staatlichen Literaturpreis für Poesie ausgezeichnet.
Er verstarb am 17. April 1976. Er war verheiratet mit Lemonia Andaraki und hatte fünf Kinder.